# النموذج اللوني أحمر أصفر أزرق
ح/R ص/Y ز/B، (هو اختصار لمجموع الألوان الآتية الأحمر، والأصفر، والأزرق، RYB). وهو نموذج ألوان طرحي مستخدم في الفنون والتصاميم التطبيقية، وفي اللون الطرحي يكون كل من الأحمر، والأصفر، والأزرق لون أساسي. .أيد هذه المنظومة من الألوان في ظل تواجد نظرية الألوان التقليدية، كلٌّ من موسى هاريس، ومشيل أجين شفرول، ويوهانس إيتن، وجوزيف ألبرز، كما طبقها عدد كبير من الفنانين والمصممين. يعتبر النموذج اللوني ح ص ز، الأساس المنهجي للألوان في مدرسة باوهاوس، ومدرسة أولم للتصميم، وهو كذلك نموذجًا منهجيًا للعديد من مدارس الفنون المتأثرة بمدرسة باوهاوس الفنية. أحد المتأثرين بفكرة الباوهاوس هو معهد التصميم (IIT)، حيث تأسس باسم باوهاوس الجديدة، ومن المتأثرين أيضًا بـالباوهاوس كلية بلاك ماونتن، وقسم التصميم في جامعة ييل، ومدرسة شيليتو للتصميم في سيدني، وأخيرًا مدرسة بارسونز للتصميم في نيويورك.

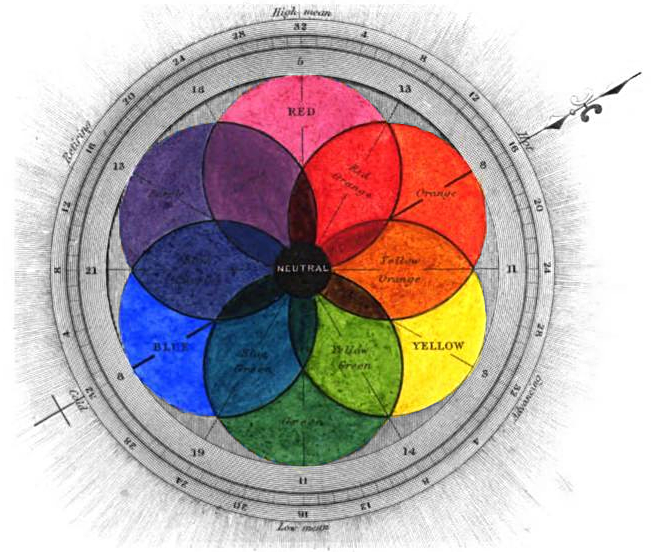
مخطط للنموذج اللوني احمر اصفر ازرق، من كتاب جورج فيلد (الكروماتوغرافيا)1841؛ أو (أطروحة عن الألوان والأصباغ: وتأثيرها في فن الرسم).

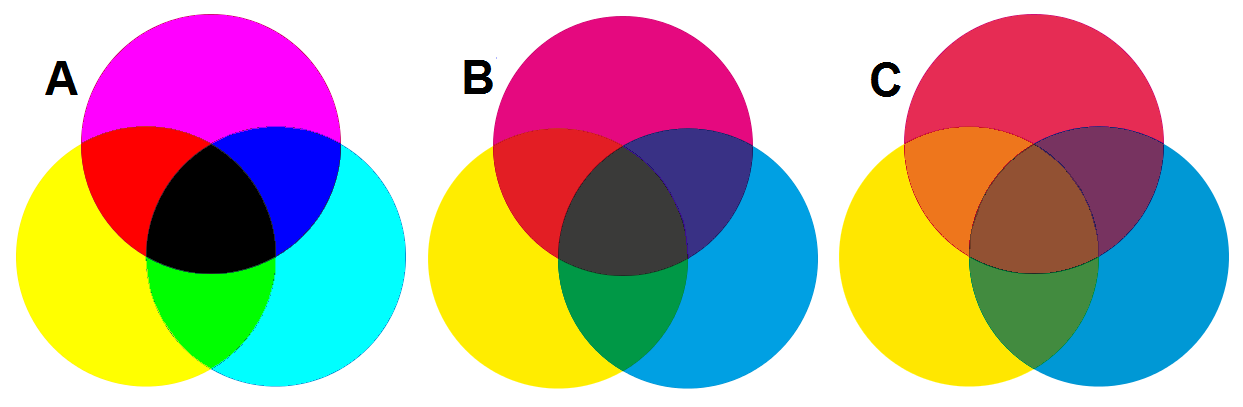
مقارنة بين النموذج اللوني سيان ماجنتا أصفر أسود ونموذج أحمر أصفر أزرق: الشكل (أ) المثالي، و(ب) المطبوع، و(ج) المقرب.

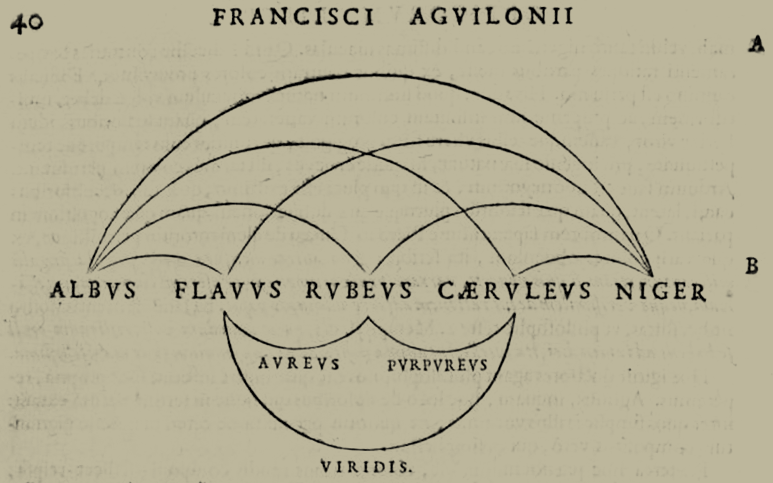
مخطط ألوان ح ص ز، يعود لعام 1613، لفرانسيسكو أغيلونيوس (فرانشيسكي أغفيلوني)، مع الألوان الأساسية الصفراء (فلافوس)، والحمراء (روبيوس)، والأزرق (كيروليوس) مرتبة بين الأبيض (ألبوس) والأسود (نيجر)، مع البرتقالي (أوريوس)، والأخضر (فيريديس)، والأرجواني (بوربوريوس) كمجموعات من لونين أساسيين.

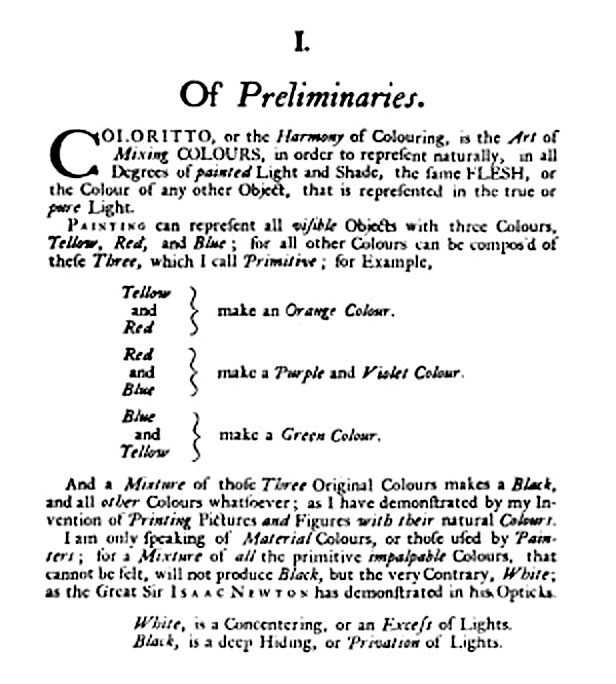
صورة تظهر وصفٌ لـ لو بلون عام 1725، لناتج خلط الأصباغ الحمراء والصفراء والزرقاء أو بتسمية أخرى أحبار الطباعة.

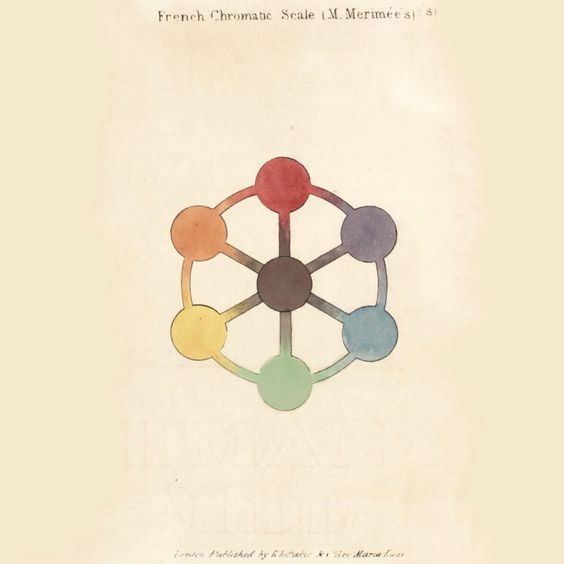
المقياس اللوني، ج. إف إل ميريميه (1830، 1839)

في هذا السياق، يشير مصطلح اللون الأساسي إلى ثلاثة ألوان نموذجية (الأحمر والأصفر والأزرق) بدلاً من أصباغ محددة. كما هو موضح، في نموذج ألوان RYB، تُمزج الألوان الأساسية الآتية الأحمر والأصفر والأزرق لتكوين مجموعات لونية ثانوية من البرتقالي والأخضر والأرجواني. ظهرت هذه المجموعة من الألوان الأساسية في وقت كان فيه الوصول إلى مجموعة كبيرة من الأصباغ محددًا على توفرها وتكلفتها، وشجعت هذه الحالة الفنانين والمصممين على استكشاف العديد من الألوان المتنوعة من خلال خلط ودمج مجموعة محدودة من ألوان الصبغة. في تعليم الفن والتصميم، عادة ما يتم تعزيز الصبغات الرمادية والحمراء والصفراء والزرقاء بالصبغات البيضاء والسوداء، مما يتيح إنشاء مجموعة أكبر من الألوان والتفاصيل بما في ذلك الصبغات والظلال.
لا يزال هذا النموذج على قيد الاستخدام في البيئات الفنية، برغم تأخره علميًا، حيث أنه لا يتوافق مع تعريف اللون المكمل الذي يتطلب مزج لون محياد أو أسود، فهذا النموذج يسبب لبسًا حول ماهية الألوان الأساسية والمكملة. يمكن اعتبار النموذج تقريبًا لنموذج ألوان CMY، (النموذج اللوني سيان ماجنتا أصفر أسود).
في الفن والتصميم على وجه التحديد يرتبط نموذج ألوان ح ص ز بالألوان خلال تطبيق الطلاء والصبغة.من نماذج الألوان الشائعة الأخرى المستخدمة في الأصباغ والحبر: نموذج RGB، أحمر أخضر أزرق، والنموذج اللوني CMY، سيان ماجنتا أصفر، يعتبر النموذج الأخير أكثر دقة من حيث نطاق الألوان وشدتهم مقارنة بنموذج اللون التقليدي RYB، ح ص ز، نظرًا لظهوره بالتزامن مع النموذج اللوني سيان ماجنتا أصفر أسود، CMYK، وذلك في الطباعة.

## لمحة تاريخية
تشير المصادر إلى أنه أول من اقترح وجود ثلاثة ألوان أساسية للرسامين هم سكارميجليوني (1601)، سافوت (1609)، دي بودت (1609) وأغيلونيوس (1613) .كان عمل فرانسوا دي أغيلون هو الأكثر تأثيرًا من بينهم (1567-1617)، مع أنه لم يرتب الألوان في عجلة.
كان جاكوب كريستوف لي بلون أول من طبق نموذج الألوان ح ص ز على الطباعة، وتحديدًا الطباعة بالنقش التظليلي، واستخدم لوحات منفصلة لكل لون: الأصفر والأحمر والأزرق بالإضافة إلى الأسود لإضافة الظلال والتباين. في كتابه (Coloritto)، فن تناغم التلوين الرسمي، أكد لي بلون أن «فن خلط الألوان... (في) الرسم يمكن أن يمثل جميع الأشياء المرئية بثلاثة ألوان: الأصفر والأحمر والأزرق؛ لأن جميع الألوان يمكن أن تتكون من هذه الألوان الثلاثة، التي أسميها البدائية.» أضاف لي بلون أن الأحمر والأصفر يصنعان البرتقالي؛ الأحمر والأزرق يصنعان البنفسجي؛ والأزرق والأصفر يصنعان الأخضر (لي بلون، 1725، ص 6).
في القرن الثامن عشر، أشار موسى هاريس إلى إمكانية إنشاء العديد من الألوان من ثلاثة ألوان (بدائية): الأحمر والأصفر والأزرق.
كما وضح ميريميه أن «ثلاثة ألوان بسيطة (الأصفر والأحمر والأزرق)» يمكنها خلق مجموعة كبيرة من الألوان والتفاصيل. «عندما يتم مزج هذه الألوان البدائية الثلاثة في مجموعات، تنتج ثلاثة ألوان أخرى مميزة وبراقة مثل أصولها؛ حيث، ينتج الأصفر المخلوط بالأحمر اللون البرتقالي؛ ودمج الأحمر بالأزرق يعطيان اللون البنفسجي؛ كما نحصل على اللون الأخضر من خلط الأزرق والأصفر.» (ميريميه، 1839، ص 245). بيَّن ميريميه علاقات الألوان هذه من خلال رسم تخطيطي بسيط يقع بين الصفحتين 244 و245: كتاب المقياس اللوني بالفرنسية: (Echelle Chromatique). الرسم الزيتي: أو العمليات المادية المستخدمة حتى يومنا هذا في هذا النوع من الرسم، هي بالأصل من هيوبرت وجان فان إيك. نُشرت هذه الكلمات في عام 1830، كما نُشرت ترجمة إنجليزية لها بواسطة دبليو بي سارسفيلد تايلور في لندن في عام 1839.
تم لاحقًا مناقشة أفكار مماثلة حول خلق اللون باستخدام الأحمر والأصفر والأزرق في نظرية الألوان (1810)، من قبل الشاعر الألماني ومنظر الألوان ووزير الحكومة يوهان فولفغانغ فون غوته.
ناقش الكيميائي الفرنسي ميشيل يوجين شيفريول في قانون التباين اللوني المتزامن (1839)، إنشاء العديد من الفروق الدقيقة في الألوان وكانت نظرياته اللونية مدعومة بنموذج الألوان RYB.
بعيدًا عن النموذج اللوني ح ص ز، ترتبط الألوان الأساسية سيان ماجنتا أصفر بالنموذج اللون سيان ماجنتا أصفر أسود، الشائع استخدامه في صناعة الطباعة. غالبًا ما يُشار إلى اللون السماوي والأرجواني والأصفر باسم (الأزرق العملي) و(الأحمر العملي) و(الأصفر العملي).

### نموذج قديم للتلوين بأربعة ألوان أساسية
اعتقد الإغريق القدماء، تحت تأثير أرسطو وديموقريطوس وأفلاطون، أن هناك أربعة ألوان أساسية تتزامن مع العناصر الأربعة: الأرض (المغرة)، السماء (الأزرق)، الماء (الأخضر) والنار (الأحمر)، بينما يمثل الأسود والأبيض ضوء النهار وظلام الليل. يتكون نظام الألوان الأربعة من الألوان الأساسية الأصفر والأخضر والأزرق والأحمر، وقد دعم ألبرتي هذا النظام في كتابه (De Pictura) (1436)، باستخدام المستطيل والمعين وعجلة الألوان لتمثيلها.
أيد ليوناردو دا فينشي هذا النموذج في عام 1510، على الرغم من أنه تردد في تضمين الأخضر، مشيرًا إلى أنه يمكن الحصول على الأخضر عن طريق خلط الأزرق والأصفر. كما قام ريتشارد والر، في كتابه (فهرس الألوان البسيطة والمختلطة) (1686)، برسم هذه الألوان الأربعة في مربع. غالبًا ما يشار إلى هذه الألوان الأربعة باسم (الألوان النفسية الأساسية).

### التلوين التقليدي بثلاثة ألوان أساسية
إن فكرة الألوان الأساسية الثلاثة أقدم ظهورًا، حيث دعم أغيلون الرأي المعروف منذ العصور الوسطى بأن الألوان الأصفر والأحمر والأزرق يشكلون الألوان الأساسية أو (النبيلة) التي تُشتق منها جميع الألوان الأخرى.
استخدم جاكوب كريستوف لي بلون هذا النموذج للطباعة في عام 1725، وأطلق عليه اسم كولوريتو أو تناغم التلوين، مشيرًا إلى أن الألوان البدائية (الأولية) هي الأصفر والأحمر والأزرق، بينما الألوان الثانوية هي البرتقالي والأخضر والبنفسجي أو البنفسجي الغامق.
في عام 1766، طور موسى هاريس عجلة ألوان مكونة من 18 لونًا بناءً على هذا النموذج، بما في ذلك نطاق أوسع من الألوان عن طريق إضافة مشتقات فاتحة وداكنة. وفي خلال القرنين الثامن عشر والتاسع عشر، تم تأييد نموذج الألوان السابق ذكره، من قبل العديد من المؤلفين الذين تركوا رسومًا توضيحية لا تزال تحظى بتقدير حتى اليوم، مثل لويس برتراند كاستل (1740)، نظام ألوان توبياس ماير (1758)، موسى هاريس (1770-76)، إجناز شيفرمولر (1772)، باومغارتنر ومولر (1803)، سويربي (1809)، رونج (1809)، (نظرية الألوان) الشهيرة (1810) من قبل غوته، جريجوار (1810-20)، ميريميه (1815-30-39)، كلوتز (1816)، ج. فيلد (1817-41-50)، هايتر (1826)، (قانون التباين المتزامن للألوان) (1839) من قبل شفرول وغيرهم الكثير.

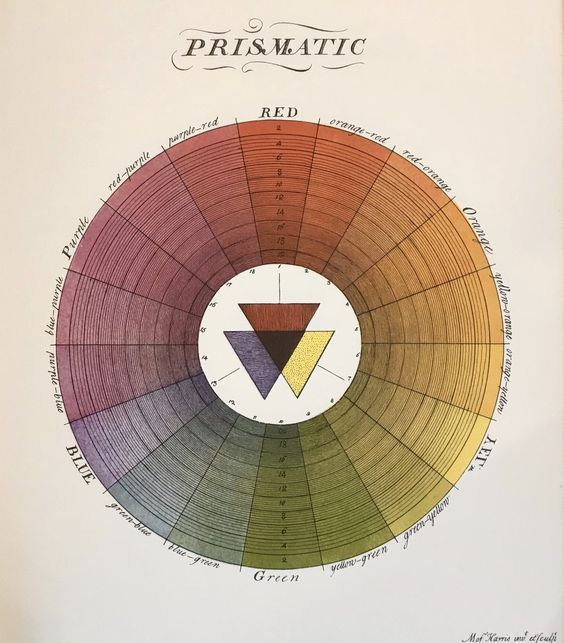
"عجلة الألوان" لهاريس توضح كيف يمكن إنتاج مجموعة من الألوان باستخدام الأحمر والأصفر والأزرق

بحلول القرن العشرين، تم استبدال الأصباغ الطبيعية بالاصطناعية. أدى اختراع الفثالوسيانين ومشتقات الكويناكريدون إلى توسيع نطاق الألوان الزرقاء والحمراء الأساسية، مما جعلها أقرب إلى الألوان المثالية ونماذج CMY وCMYK.

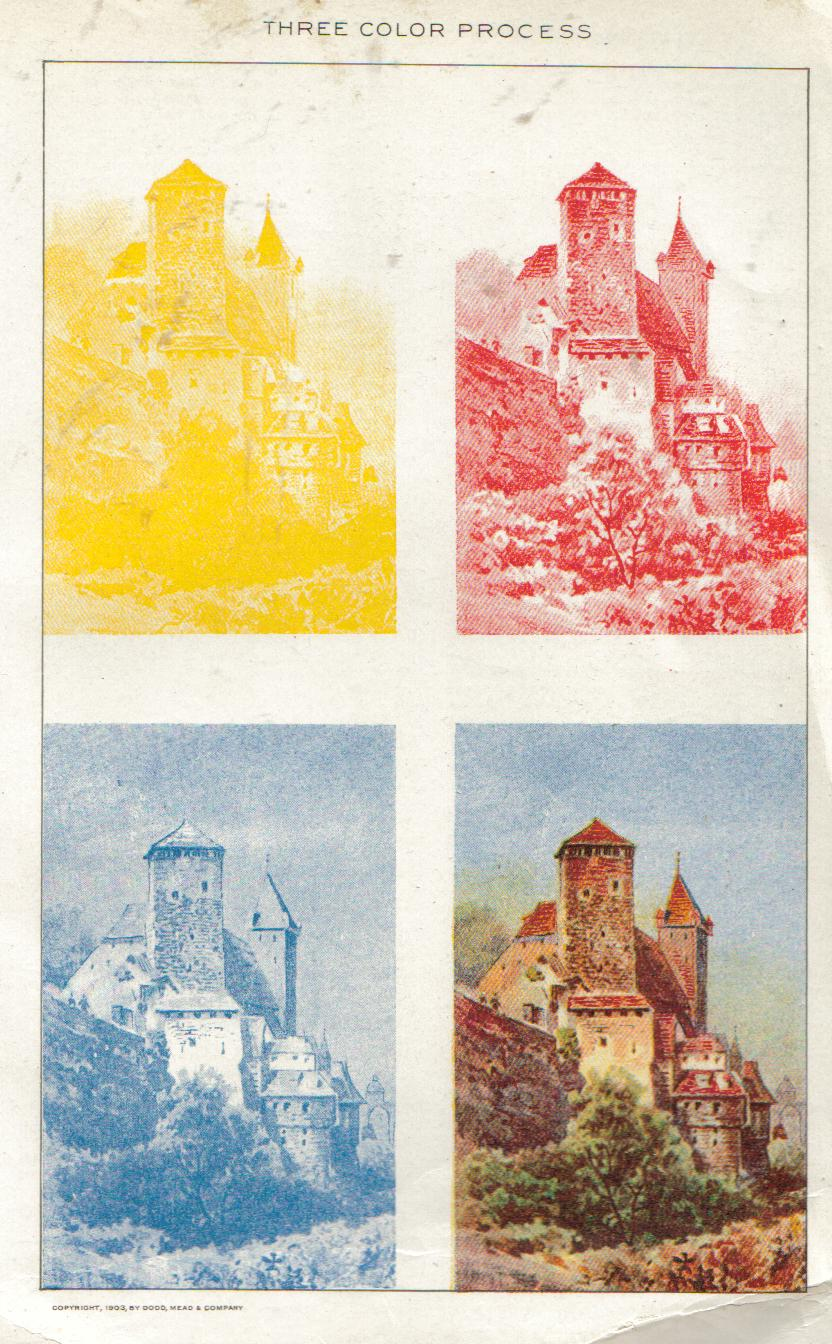
طباعة الكتب الملونة في عام 1902، باستخدام "عملية الألوان الثلاثة"